# Селянська Слобода
Селянська Слобода́ — село в Україні, у Новобілоуській сільській громаді Чернігівського району Чернігівської області. Населення становить 258 осіб. До 2018 орган місцевого самоврядування — Рудківська сільська рада.

## Історія
До 1926 року — Чернеча Слобода.
12 червня 2020 року, відповідно до розпорядження Кабінету Міністрів України № 730-р від «Про визначення адміністративних центрів та затвердження територій територіальних громад Чернігівської області», село увійшло до складу Новобілоуської сільської громади.
19 липня 2020 року, в результаті адміністративно-територіальної реформи та ліквідації колишнього Чернігівського району, село увійшло до складу новоутвореного Чернігівського району.

## Економіка
- Слобідська сироварня [4]